# Gelyella droguei
Gelyella droguei is een eenoogkreeftjessoort uit de familie van de Gelyellidae. De wetenschappelijke naam van de soort is voor het eerst geldig gepubliceerd in 1977 door Rouch & Lescher-Moutoué.